# Flotjärnen (Åre socken, Jämtland)
Flotjärnen är en sjö i Åre kommun i Jämtland och ingår i Indalsälvens huvudavrinningsområde.